# Минино (городской округ Клин)
Минино — деревня в Клинском районе Московской области, в составе Городского поселения Клин. Население — 51 чел. (2010). До 2006 года Минино входило в состав Спас-Заулковского сельского округа.

## Расположение
Деревня расположена в северной части района, примерно в 13 км к северу от города Клин, у истоков безымянного левого притока реки Дойбица (правый приток Волги), высота центра над уровнем моря 159 м. Ближайшие населённые пункты — Жуково и Спас-Заулок на западе, Березино на юго-востоке. У южной окраины деревни проходит региональная автодорога 46Н-03760 (автотрасса М10 «Россия» — Борщево — Московское большое кольцо).

## Население
| 2002 | 2006 | 2010 |
| ---- | ---- | ---- |
| 58   | ↘52  | ↘51  |